# 豪伊杜沙姆雄

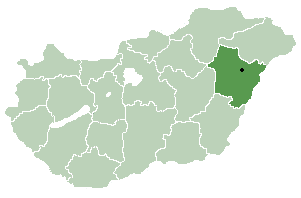

豪伊杜沙姆雄是匈牙利的城鎮，位於該國東部，距離首府德布勒森10公里，由豪伊杜-比豪爾州負責管轄，面積259.62平方公里，2011年人口13,122。
47°36′N 21°46′E / 47.600°N 21.767°E